# Cândido Godói
Cândido Godói es un municipio brasileño del estado de Rio Grande do Sul.
Se encuentra ubicado a una latitud de 27°57′7″ S y una longitud de 54°45′7″ O, estando a una altitud de 321 metros sobre el nivel del mar. Su población estimada para el año 2004 era de 6.696 habitantes. Ocupa una superficie de 247,21 km².

## Gemelos
En este pueblo se encuentra la mayor cantidad proporcional de gemelos del mundo. De cada diez embarazadas, una da a luz a gemelos, más concretamente en el poblado de Linha de São Pedro. 

### Hipótesis
Según el historiador argentino Jorge Camarasa, esto se debe a los experimentos que hizo en ese pueblo en los años 1960 el médico nazi Josef Mengele. Así lo recoge en el libro de investigación El Ángel de la Muerte en Sudamérica.
Pero después de un exhaustivo estudio se pudo comprobar que la población de Cândido Godói es en su mayoría descendiente de un grupo de ancestros bastante reducido, lo que lleva a pensar en la alta probabilidad de que la herencia genética de sus habitantes es muy común.
- Según Schuler Faccini la explicación es que todas las familias están emparentadas de generación en generación lo que se llama el Efecto fundador.[3]